# Estación de Torrelavega-Centro
Torrelavega-Centro es una estación de ferrocarril situada en el municipio español homónimo en la comunidad autónoma de Cantabria. Forma parte de la red de vía estrecha operada por Renfe Operadora a través de su división comercial Renfe Cercanías AM. EEstá integrada dentro del núcleo de Cercanías Cantabria al pertenecer a la línea C-2 (antigua F-1 de FEVE), que une Santander con Cabezón de la Sal. Cuenta también con servicios regionales (línea R-2f de Oviedo a Santander).
La ciudad dispone también de una estación de vía ancha no tan céntrica ya que se sitúa al sur del núcleo urbano, en la localidad de Tanos.

## Situación ferroviaria
La estación se encuentra en el punto kilométrico 504,2 de la línea férrea de ancho métrico que une Oviedo con Santander, a 12 metros de altitud. El tramo es de vía doble desde este punto hasta Santander y está electrificado.

## Historia
Fue abierta al tráfico el 2 de enero de 1895 con la puesta en servicio del tramo Santander-Cabezón de la Sal de una línea que pretendía alcanzar Llanes para desde ahí unirse con la red asturiana. Las obras corrieron a cargo de la Compañía del Ferrocarril Cantábrico.
El edificio actual se levanto en 1938 y su construcción estuvo a cargo del arquitecto Javier González de Riancho, que le imprimió un corte clasicista con la peculiaridades del movimiento moderno.
En 1972, el recinto pasó a depender de la empresa pública FEVE que mantuvo su gestión hasta el año 2013, momento en el cual la explotación fue atribuida a Renfe Operadora y las instalaciones a Adif.

## La estación
El edificio de viajeros es de base rectangular, con un cuerpo central de dos alturas y dos alas laterales. Junto a este se encuentra otro edificio anexo. Cuenta con dos andenes cubiertos: uno lateral al que accede una vía y otro central al que acceden dos vías. Las instalaciones se completan con una cochera, una vía muerta y tres vías sin andén usadas frecuentemente para apartar material y maquinaria de vías. Los cambios de andén se realizan mediante un paso subterráneo. A partir de esta estación la vía es doble hasta Santander y única hasta Cabezón.

## Servicios ferroviarios

### Regionales
Los trenes regionales que unen Oviedo y Santander tienen parada en la estación.
El servicio se limita a 2 trenes diarios por sentido.
| Línea | Origen/Destino | Paradas intermedias | Destino/Origen |
| ----- | -------------- | --- | -------------- |
|       | Oviedo         | La Corredoria · Parque Principado · Colloto · Meres · Fonciello · El Berrón · La Carrera · Pola de Siero · Los Corros · Lieres · El Remedio · Llames · Nava · Fuente Santa · Ceceda · Carancos · Pintueles · Infiesto · Infiesto-Apeadero · Villamayor · Sebares · Soto de Dueñas · Ozanes · Policlínico de Arriondas · Arriondas · Fuentes · Toraño · Cuevas · Llovio · Ribadesella · Camango · Belmonte · Nueva · Villahormes · Posada · Balmori · Celorio · Poo · Llanes · San Roque del Acebal · Vidiago · Pendueles · Colombres · Unquera · Pesúes · San Vicente de la Barquera · El Barcenal · Roiz · Treceño · Cabezón de la Sal · San Pedro de Rudagüera · Puente San Miguel · Torrelavega-Centro | Santander      |

### Cercanías
Forma parte de la línea C-2 (Santander - Cabezón de la Sal) de Cercanías Cantabria. Tiene una frecuencia de trenes cercana a un tren cada quince o veinte minutos en sentido Santander, en función de la franja horaria. La cadencia disminuye durante los fines de semana y festivos. Los trenes con destino Puente San Miguel circulan cada quince o treinta minutos. Los trenes con destino final Cabezón de la Sal circulan cada 30 minutos a una hora.